# Bonnie Prince Charlie Monument

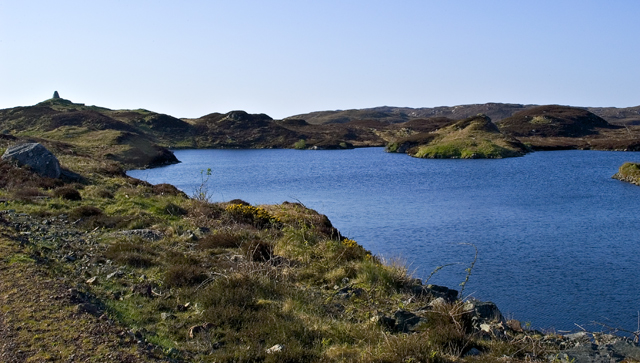
Das Denkmal ist am linken Bildrand auf der Hügelkuppe erkennbar

Das Bonnie Prince Charlie Monument ist ein Denkmal nahe der schottischen Ortschaft Stornoway, dem Hauptort der Hebrideninsel Lewis and Harris. 1993 wurde das Bauwerk in die schottischen Denkmallisten in der Denkmalkategorie C aufgenommen.

## Geschichte
Nach der verlorenen Schlacht bei Culloden am 16. April 1746 floh der jakobitische Thronprätendent Charles Edward Stuart („Bonnie Prince Charlie“) vor den Regierungstruppen des Dukes of Cumberland. Mit drei Begleitern landete er am 4. Mai im Loch Seaforth an. Übernacht marschierte er nach Arnish, heute mit Ausnahme eines Industriekomplexes eine Wüstung, wo ihm Lady Kildun in Kildun House Unterschlupf gewährte. Am Folgetag setzte Stuart von dort per Boot zur Eilean Iuvard in Loch Shell über, von wo aus er seine Flucht nach einigen Tagen über South Uist nach Skye fortsetzte.
Nahe dem Ort, von dem Stuart ablandete, ließ der auf Lews Castle residierende James Matheson, der 1844 die Insel erworben hatte, um 1860 zum Gedenken an dieses Ereignis das Bonnie Prince Charlie Monument errichten.

## Beschreibung
Das Bonnie Prince Charlie Monument befindet sich auf der Kuppe eines felsigen Hügels nahe Loch Arnish und der Ostküste von Lewis and Harris an der Wasserstraße The Minch. Stornoway befindet sich drei Kilometer nördlich. Das Monument wurde in Form eines Cairns als abgerundeter Kegel ausgeführt. In die nordexponierte, Stornoway zugewandten Seite ist eine schlichte Platte eingelassen. Sie trägt die Inschrift:

“HRH Prince Charles Edward with three attendants landed in Loch Seaforth 4th May 1746 and walking all night reached Arnish Loch at noon 5th May. In the evening he was received at Kildun House, Arnish, by the Lady Kildun (MacKenzie). Early on 6th May he left Kildun in a boat and landed on Eilean Iubhard, Loch Shell, remained there 6th to 10th May, and sailed thence to South Uist and Skye.
‘Deoch-slàinte an righ.’
The prince’s faithful pilot was Donald MacLeod, Cualtercill, Skye.”